# NStB Melnik - Sazawa
Az NStB  Melnik – Sazawa mozdonysorozat az osztrák-magyar  cs. kir. Északi Államvasút /k.k. Nördlichen Staatsbahn (NStB)/ szerkocsisgőzmozdony-sorozata volt.

## Története
A nyolc mozdonyt a Meyer Mozdonygyár építette Mülhausenben 1844-45-ben. Az NStB elnevezte őket MELNIK, KUTTENBERG, PLANIAN, BERAUN, ELBE, MOLDAU, KÖNIGSWART és SAZAWA-nak és az 53–60 pályaszámokat adta nekik. A MELNIK típus a NStB legrégibb mozdonyai közé tartozott, valószínűleg anyagvonati gépeknek szerezték be őket. Ezek a 2A elrendezésű gépek a Norris Philadelphia típus alapján készültek de már vízszintes hengerelrendezéssel 1854-ben  a  KUTTENBERG-et és az ELBE –t a Keleti Államvasút / k.k. Östliche Staatsbahn (ÖStB)/ megvásárolta  az NStB-től és átnebezte BABIAGORA és ROHACZ-nak majd 1861-ben selejtezték őket.
1855-ben az ÁVT (StEG) felvásárolta az NStB-t. Ekkor a  PLANIAN –t és a MOLDAU-t 73 és 74 pályaszámokkal látta el. A megmaradt négy mozdonyt –  MELNIK, BERAUN, KÖNIGSWART,  SAZAWA – 1858-ban megvásárolta a Tiszavidéki Vasút (TVV) /Theissbahn/ ahol átnevezték őket őket  SZOLNOK, KARCZAG, KISUJSZÁLLÁS és SZOBOSZLÓ-nak. A TVV 1876–1877 között selejtezte a mozdonyokat. A  StEG 73 és 74 számú mozdonyait  1864-ben a Waidhofeni Vasgyár megvásároltat.
A StEG átvette e mozdonyokat, de még be sem sorolta őket, amikor 1856-ban a hat darabból négyet eladott az akkor engedélyezett TVV-nak, amely e négy mozdonynak új neveket adott, s azokat akkor épülő vonalain anyagvonati gépekként használta.

## Fordítás
- Ez a szócikk részben vagy egészben  a   NStB – Melnik bis Sazawa című német Wikipédia-szócikk fordításán alapul.  Az eredeti cikk szerkesztőit annak laptörténete sorolja fel. Ez a jelzés csupán a megfogalmazás eredetét és a szerzői jogokat jelzi, nem szolgál a cikkben szereplő információk forrásmegjelöléseként. Az eredeti szócikk forrásai szintén ott olvashatóak.